# Il faut savoir (chanson)
Cet article concerne la chanson de Charles Aznavour. Pour l'album de Charles Aznavour, voir Il faut savoir.
 (juillet 2020).
Il faut savoir est une chanson écrite en 1961 par l'auteur-compositeur-interprète arméno-français Charles Aznavour.
Pour la première fois, il est sorti en single en 1961 chez Barclay Records, avec l'arrangement de Paul Mauriat.